# Mbox
mbox és un terme genèric per a una família de formats de fitxer que s'usen per emmagatzemar conjunts de correus electrònics.
Tots els missatges en una bústia mailbox estan concatenats en un únic fitxer. El principi de cada missatge està marcat per una línia que comença per les cinc lletres "From" (Des de), i una línia en blanc marca el final. Durant un temps el format mbox va ser popular perquè les eines de processament d'arxius de text es podien usar molt fàcilment sobre l'arxiu de text usat per emmagatzemar els missatges.
Al contrari dels protocols d'Internet utilitzats per a l'intercanvi de correu, el format fet servir per a emmagatzemament del correu es va deixar completament a les mans del desenvolupador del client de correu electrònic. Mbox mai no ha estat formalment definit a través d'un document RFC, i així han aparegut programes de conversió per a transferir el correu entre diferents clients de correu.

## El problema del bloqueig
Ja que s'emmagatzema més d'un missatge en un únic fitxer, es necessita algun tipus de bloqueig per evitar que quan dos o més processos accedeixen simultàniament, aquest pugui corrompre's. Això podria passar si un programari de repartiment de correu està escrivint un missatge nou al fitxer, mentre que un client de correu electrònic està esborrant un altre missatge alhora.
El format maildir és una alternativa posterior que soluciona els problemes de bloqueig de mbox.